# Patrob
Patrob, Patrobus – żyjąca w I wieku postać biblijna, święty prawosławny.
Postać wymieniana jest w jednym miejscu Nowego Testamentu przez Pawła Apostoła w Liście do Rzymian (List do Rzymian 16.14). Określany mianem biskupa Neopolis (współcześnie Neapol) i Puteoli (Pozzuoli).
Zaliczany do grona Siedemdziesięciu dwóch wysłańców Jezusa Chrystusa. Wspominany 5 listopada i w grupie apostołów 4/17 stycznia.